# SS Archimedes
SS Archimedes var en ångare som byggdes i Storbritannien år 1839. Hon var den första ångaren i världen som drevs av en skruvpropeller. 
Archimedes hade stort inflytande på skeppsutvecklingen, vilket ledde till att kommersiella fartyg samt Royal Navys fartyg började tillverkas med skruvpropellrar. Hon hade också inflytande på designen av ett annat innovativt fartyg, SS Great Britain, som konstruerades av Isambard Kingdom Brunel, som då var världens största skepp och det första skeppet med skruvpropeller som korsade Atlanten.